# Music (Lied)
Music ist ein Song von John Miles. Dieser Klassiker der Rockmusik war sein größter Erfolg. Die Ballade erschien 1976 auf seinem Album Rebel und wurde zu einem Evergreen. Der Titel erreichte in Deutschland, der Schweiz und im Vereinigten Königreich hohe Chartplatzierungen. Produziert wurde das Lied von Alan Parsons.

## Text
Der kurze und einfache Text drückt die niemals endende Liebe zur Musik aus. Bekannt sind vor allem die ersten beiden Zeilen:
|  | Music was my first love | Musik war meine erste Liebe     |
|  | and it will be my last. | und sie wird meine letzte sein. |

## Musik
Die Musik zeichnet sich durch starke Kontraste aus. Das Stück beginnt sehr langsam und getragen. John Miles singt die erste Strophe zum Klavier. In der zweiten Hälfte der Strophe kommen Streicher hinzu. Dann folgt ein schneller Instrumentalteil mit der üblichen Instrumentierung einer Rockband und einem kurzen Auftritt der Leadgitarre. Ungewöhnlich an diesem Abschnitt ist die Taktart mit sieben Schlägen pro Takt – 7/8 (kann auch als 7/4 gezählt werden). Das Tempo wechselt abrupt zum Anfang und John Miles wiederholt Teile der ersten Strophe, diesmal in Moll-Harmonien.
Ein von Streichern dominierter langsamer Abschnitt leitet einen zweiten schnellen Teil ein, der stärker instrumentiert ist, vor allem mit den fortgeführten Streicher-Arrangements und zusätzlichen Bläsern, wobei auch hier die Instrumentierung allmählich zunimmt. Dieser Teil geht ohne harten Schnitt zum Ende über, in dem sich die bisherigen Elemente mit Chorstimmen zu einem großen, getragenen Finale vereinigen und John Miles noch einmal die erste Strophe singt.

## Kommerzieller Erfolg

### Chartplatzierungen
| ChartsChartplatzierungen       | Höchstplatzierung | Wochen |
| ------------------------------ | ----------------- | ------ |
| Deutschland (GfK)              | 10 (23 Wo.)       | 23     |
| Schweiz (IFPI)                 | 4 (15 Wo.)        | 15     |
| Vereinigte Staaten (Billboard) | 88 (3 Wo.)        | 3      |
| Vereinigtes Königreich (OCC)   | 3 (9 Wo.)         | 9      |

| ChartsJahrescharts (1976) | Platzierung |
| ------------------------- | ----------- |
| Deutschland (GfK)         | 36          |
| Schweiz (IFPI)            | 15          |

### Auszeichnungen für Musikverkäufe
| Land/Region                  | Auszeichnungen für Musikverkäufe (Land/Region, Auszeichnung, Verkäufe) | Verkäufe |
| ---------------------------- | ---------------------------------------------------------------------- | -------- |
| Vereinigtes Königreich (BPI) | Silber                                                                 | 250.000  |
| Insgesamt                    | 1× Silber ·                                                            | 250.000  |

## Popularität
- Bei YouTube hat die am häufigsten gehörte Version von Music über 9 Millionen Aufrufe (August 2021).
- Bei einer Flashmob-Version für die SWR1 Hitparade (Rheinland-Pfalz) 2019 nahm John Miles persönlich in Landau in der Pfalz teil. Das Video hat seitdem über 4,2 Mio. Aufrufe (Stand: Oktober 2024).
- Bei der Night of the Proms zählte das Lied zum Standardprogramm. John Miles präsentierte das Lied seit dem Beginn der Veranstaltungsreihe im Jahr 1985, mit Ausnahme der Jahre 1996, 2000 und 2008, in denen er Tina Turner als Bandleader begleitete.
- Der FC Bayern München verwendet das Lied als Einlaufmusik

## Coverversionen
Eine deutsche Version wurde 1984 von Karel Gott unter dem Titel Musik, das ist mein Leben veröffentlicht. Der deutsche Text des Liedes wurde von Bernd Mann, einem der Sänger der deutschen Band Die Strandjungs getextet.
Eine weitere deutsche Coverversion mit Text auf Kölsch gibt es von der Gruppe Höhner. Auf YouTube ist es als Video in Live-Auftritten mit dem Titel Musik es mieh Levve, unterstützt von den Jungen Philharmonikern zu sehen.
Der deutsche Power-Metal-Sänger Oliver Hartmann coverte das Lied auf seiner Live-DVD Handmade.
Die belgische Dance-Formation Sylver veröffentlichte im Oktober 2009 ihre Version des Songs als Singleauskopplung ihres Albums Sacrifice. Das Stück ist ein Duett mit dem Original-Interpreten John Miles. Hintergrund der Zusammenarbeit ist die Mitgliedschaft Miles’ Sohnes John Miles junior bei der Band Sylver. Die neue Version erreichte am 21. November 2009 Rang 11 der belgischen Charts.
2021 erschien von J.B.O. die Single Metal Was My First Love,
wobei die Band sich abgesehen vom genretypischen Klang und dem Wort Metal recht eng an die Vorlage hält.